# Розайш
Розайш (порт. Rosais) — район (фрегезия) в Португалии, входит в округ Азорские острова. Расположен на острове Сан-Жорже. Является составной частью муниципалитета Велаш. Население составляет 820 человек на 2001 год. Занимает площадь 24,44 км².